# Compagnie générale immobilière (Maroc)
Pour les articles homonymes, voir CGI.
La Compagnie générale immobilière ou CGI est une entreprise marocaine opérant dans le secteur de l'immobilier. Elle est le bras immobilier de la Caisse de Dépôt et de Gestion.
Fondée en 1960, la CGI est l'une des premières filiales de la CDG, lancée un an plus tôt. La CGI est cotée en bourse pendant 8 ans entre 2007 et 2015. 
Son siège se trouve à Rabat. 

## Histoire

### Fondation
La compagnie générale immobilière est fondée en 1960, quatre ans après l'indépendance du Maroc. C'est une des premières filiales de la Caisse de Dépôt et de Gestion (CDG), fondée un an plus tôt en 1959 par le gouvernement de Abdallah Ibrahim.

### Projets
La réalisation à fin 1979 par la CGI de quelque 4.694 unités de logement dans les différentes agglomérations du royaume, destinées à 80% à des fonctionnaires ou employés du secteur semi-public et mise sur le marché entre 1980 et 1990 de plus de 21.000 logements destinés à environ 100.000 habitants, et dont plus de 70% relèvent du logement économique.
Distinction internationale « Prix Aga Khan d'architecture » pour le projet « Darlamane » à Casablanca, portant sur 4000 logements.
Réalisation à fin 1995 de projets immobiliers par la CGI, comme Al Boustane et Mimosa à Rabat (714 logements), Arsat Sala à Salé (770 lots + 700 logements), Al Hadika à Casablanca (1.000 logements), …
Certification ISO 9001, version 2000, premier jalon du projet qualité de la CGI, dénommé «Miftah».
Repositionnement de la CGI sur des projets de grandes envergures tels que la Casablanca Marina et Casa Green Town. Première société immobilière marocaine à obtenir la certification ISO dans sa version 2008.

### Les années 2000
En 2001,  Mustapha Bakkoury est nommé directeur de la CDG.
En 2004, la CGI devient une filiale de CDG Développement qui détient 99,9% du capital.
En 2006, le siège de la CGI  quitte Hassan et déménage à Hay Riad. 
En Mai 2007, la structure juridique de la CDG se transforme. Elle est désormais dotée d'un conseil de surveillance et d'un directoire.
En juillet 2007, la CGI reçoit un visa de la commission des valeurs mobilières (CDVM) pour introduire à la bourse de Casablanca environ 20% de son capital.  
En 2009, Anas Houir Alami devient directeur de la CDG  
En octobre 2014 éclate l'affaire CGI-CDG.   
Le directeur de la CGI, Ali Ghannam ainsi que le directeur de la CDG, Anas Houir Alami, sont démis de leur fonction .  
Le même mois, en octobre 2014, la Compagnie Générale Immobilière annonce vouloir se retirer de la Bourse.
Le ministre des finances Mohamed Boussaid déclare :
«L’affaire allait influencer le cours de la CGI à la Bourse» et ajoute "La nouvelle ligne sera d’aller vers une accentuation de son rôle de service public plutôt que l’intérêt commercial"

## Filiales et direction

### Filiales
- Dyar Al Mansour
- Al Manar Company Dev.
- CGI Management
- Immolog
- Autres Filiales Projets

### Anciens directeurs
- Mohamed Ouanaya
- Mohamed Ali Ghannam[5]
- Mohamed M’barki

## Métiers
La Compagnie Générale Immobilière (CGI) au Maroc est une entreprise diversifiée qui opère dans plusieurs secteurs de l'immobilier. Elle est impliquée dans le développement de projets immobiliers résidentiels, commerciaux et industriels. Ses activités comprennent la construction, la promotion immobilière, la gestion de biens, et parfois même la réalisation d'infrastructures.
- Penser et concevoir des projets de logement résidentiel de haut et moyen standing : nous innovons constamment dans ce segment en développant des concepts tels que les villas et appartements semi-finies, les résidences d’habitations sécurisées, ou les résidences intégrées dans les zones touristiques…etc.[6]
- Logement résidentiel économique et social : nous intervenons à travers notre filiale Dyar Al Mansour qui jouit d’une réelle notoriété et savoir-faire. Nous appuyons ainsi la stratégie gouvernementale visant à résorber le déficit actuel de plus d’un million d’unités.
- Logement professionnel (business center, centre commerciaux et multifonctionnels, complexes administratifs et ièges sociaux, espace off-shoring) : nous accompagnons notamment le groupe CDG dans sa politique de développement de grands centres structurants tel l’off-shoring qui s’inscrit dans le plan « Emergence » initié par le gouvernement pour développer l’investissement étranger au Maroc.
- Immobilier touristique (établissements hôteliers, resorts et complexes touristiques intégrés) : nos projets s’inscrivent dans une politique de développement d’infrastructures touristiques durables et viennent appuyer les objectifs gouvernementaux formulés pour l’horizon 2020.
- Equipements communautaires (centres hospitaliers, sportifs, universitaires, mosquées…etc.) : des équipements, à dimension citoyenne forte, souvent conçus dans le cadre d’opération en maîtrise d’ouvrage pour le compte d’institutions publiques ou de la CDG.
- Lotissements viabilisés : les terrains que la CGI ne compte pas exploiter pour son propre compte sont rentabilisés sous forme de lotissements, commercialisés « prêts à la construction ».

En termes de métiers spécifiques, cela peut inclure des ingénieurs civils pour la conception et la construction, des professionnels du marketing immobilier pour la promotion des projets, des experts en gestion immobilière pour la gestion des biens après la construction, des architectes pour la conception des bâtiments, et divers autres professionnels chargé de la promotion des projets immobiliers au Maroc et de la gestion de la marque.